# Uberabatitan
Uberabatitan ist eine Gattung sauropoder Dinosaurier aus der Gruppe der Titanosauria aus der späten Oberkreide Südamerikas. Bisher sind drei fragmentarische Skelette bekannt, die aus der Marília-Formation im brasilianischen Bundesstaat Minas Gerais stammen. Weitere Titanosaurier dieser Formation schließen Trigonosaurus, Baurutitan und Aeolosaurus mit ein.

## Merkmale
Wie bei allen Sauropoden handelte es sich um einen Pflanzenfresser mit langem Hals und Schwanz. Verglichen mit den zeitgenössischen Trigonosaurus und Baurutitan war Uberabatitan relativ groß und insgesamt robuster gebaut.
Die Gattung lässt sich durch verschiedene einzigartige anatomische Merkmale (Autapomorphien) von anderen Gattungen abgrenzen: So war das Schambein (Pubis) dick und robust und zeigt einen gedrungenen ventralen Kamm. Die oberen (proximalen) Enden des Schienbeins (Tibia) und des Wadenbeins (Fibula) stehen über je einen seitlichen Vorsprung in Verbindung. Die meisten Autapomorphien finden sich an den Wirbeln: Beispielsweise war die Postzygodiapophyseal-Lamina der vorderen und mittleren Halswirbel in zwei getrennte Laminae geteilt; auch zeigen die Wirbelzentren der mittleren Schwanzwirbel tiefe seitliche Aushöhlungen.

## Systematik
Die Verwandtschaftsbeziehungen innerhalb der Titanosauria sind unklar. Bislang wurde die Gattung noch in keiner phylogenetischen Analyse mit einbezogen.

## Fund, Taphonomie und Namensgebung
Die Knochen wurden in einem Steinbruch (Fundstelle BR-050 B) nahe der Stadt Uberaba im brasilianischen Bundesstaat Minas Gerais gefunden. Die Gesteine des Fundorts gehören zum oberen Abschnitt des Serra-da-Galga-Member, einem Schichtglied der Marília-Formation, welche zur Bauru-Gruppe zählt und auf das Maastrichtium datiert wird.
Die mehr als 60 Einzelknochen wurden zwischen 2004 und 2008 geborgen und gehören wahrscheinlich zu drei verschiedenen Individuen, worauf Unterschiede in der Größe hinweisen. So war das Holotyp-Exemplar (Exemplarnummer CPP-UrHo) kleiner als Cpp-UrB, aber größer als CPP-UrC. Die Knochen wurden innerhalb einer Sediment-Sequenz von 1,5 Metern Dicke gefunden. Vor ihrer Ablagerung wurden die Knochen wahrscheinlich einen kurzen Weg von Wasser transportiert, worauf geringfügige Abrundungen und Hydroabrasion hindeuten. Den Fund von drei Individuen derselben Spezies an einem Ort deuten die Forscher als Massensterben, das durch eine der periodischen Dürren ausgelöst worden sein könnte.
Die Funde schließen 15 Halswirbel, zwei Rückenwirbel, einen Kreuzbeinwirbel, sowie Wirbel von verschiedenen Regionen des Schwanzes mit ein. Das Appendikulärskelett ist durch ein rechtes Brustbein (Sternum), Rabenbeine (Coracoide), Oberarmknochen (Humerus), Speiche (Radius), Mittelhandknochen (Metacarpalia), Schambein (Pubis), Sitzbein (Ischium), Oberschenkelknochen (Femur), Schienbein, Wadenbein sowie durch ein Sprungbein (Astragalus) vertreten. Die Fossilien werden im Centro de Pesquisas Paleontológicas Lewellyn Price in Peirópolis aufbewahrt.
Uberabatitan wurde 2008 von Leonardo Salgado und Ismar de Souza Carvalho erstmals wissenschaftlich beschrieben. Der Name weist auf die Stadt Uberaba, in deren Umkreis die Fossilien gefunden wurden. Die Endung -titan deutet auf die Titanen der griechischen Mythologie. Der zweite Teil des Artnamens, ribeiroi, ehrt Luiz Carlos Borges Ribeiro, den Direktor des Centro de Pesquisas Paleontológicas Lewellyn Price, welcher die paläontologische Forschung in Minas Gerais fördert.